# Bo Rydén (född 1957)
Bo Anders Rydén, född 7 maj 1957 i Lund i dåvarande Malmöhus län, är en svensk ingenjör och tvärvetenskaplig forskare. 
Bo Rydén har avlagt examen som civilingenjör och teknologie licentiat i energisystemanalys vid Chalmers tekniska högskola (CTH) i Göteborg. Han har under närmare 30 år arbetat med forskning och utredningar inom energi- och miljöfrågor på olika nivåer, bland annat internationellt. Han är verksam vid Profu (Projektinriktad forskning och Utveckling i Göteborg AB), som har ett nära samarbete med CTH.
Han växte upp i Nässjö och är son till läraren och hembygdsmannen Josef Rydén.